# Elecciones presidenciales de Francia de 1981
Las elecciones presidenciales de Francia de 1981 se realizaron el viernes 24 de abril de 1981, y al no existir candidato con mayoría absoluta se realizó una segunda vuelta el domingo 10 de mayo de ese mismo año, resultando vencedor el primer presidente socialista de la Quinta República, François Mitterrand, quien ocupó el cargo hasta mayo de 1995.

## Resultados

### Primera vuelta
| Candidato                | Partido                                  | Votos     | Porcentaje |
| ------------------------ | ---------------------------------------- | --------- | ---------- |
| Valéry Giscard d'Estaing | Union pour la démocratie Française (UDF) | 8.222.432 | 28,31%     |
| François Mitterrand      | Partido Socialista de Francia (PS)       | 7.505.960 | 25,85%     |
| Jacques Chirac           | Agrupación por la República (RPR)        | 5.225.846 | 17,99%     |
| Georges Marchais         | Partido Comunista Francés (PCF)          | 4.456.922 | 15,34%     |
| Brice Lalonde            | Mouvement d'Ecologie Politique           | 1.116.254 | 3,87%      |
| Arlette Laguiller        | Lutte Ouvrière                           | 668.057   | 2,30%      |
| Michel Crépeau           | Mouvement des radicaux de gauche         | 642.847   | 2,21%      |
| Michel Debré             | Gaullista                                | 481.821   | 1,66%      |
| Marie-France Garaud      | Gaullista                                | 386.623   | 1,33%      |
| Huguette Bouchardeau     | Parti socialiste unifié (PSU)            | 321.353   | 1,10%      |

### Segunda vuelta
| Candidato                | Votos      | Porcentaje |
| ------------------------ | ---------- | ---------- |
| François Mitterrand      | 15,708,262 | 51.76%     |
| Valéry Giscard d'Estaing | 14,642,306 | 48.24%     |

- Datos: Q930869
- Multimedia: French presidential election (1981) / Q930869